# Alfred Karrasch
Alfred Karrasch (* 24. April 1893 in Königsberg i. Pr.; † 6. März 1973 in Mittenwald) war ein deutscher Schriftsteller und Redakteur, der zur Zeit des Nationalsozialismus in seinen Werken die herrschende und verbrecherische NS-Ideologie vertreten hatte, und damit das nach 1945 nicht auffiel, unter dem Pseudonym Alfred Amenda schrieb.

## Leben
Nach einem Germanistikstudium war Karrasch zunächst Journalist. Seit 1922 beim Verlag von August Scherl, arbeitete er für den Berliner Lokal-Anzeiger, wo er bis 1932 insbesondere Gerichtsberichte verfasste. Zum 1. Mai dieses Jahres trat er der NSDAP bei (Mitgliedsnummer 1.102.241). Mit der „Machtergreifung“ Hitlers 1933 orientierte sich die Tageszeitung zunehmend an der nationalsozialistischen Ideologie, und auch Karraschs Beiträge passten sich dieser Entwicklung an. Vor allem unter der Rubrik „Reichshauptstadt“ schrieb er im Kontext von Alltagserlebnissen über „Führerkult, Volksgemeinschaft und Kampf“. 1933 wurde Karrasch infolge einer verlagsinternen Auseinandersetzung mit Otto Paust (für einige Zeit) zwangsbeurlaubt. Seine Anstellung als Berichterstatter beim Scherl-Verlag dauerte bis 1939.
Sein Romandebüt gab Karrasch 1932 mit Winke, bunter Wimpel. Eine Fischergeschichte von der Kurischen Nehrung – einem Roman, der auch als Hörspiel großen Erfolg hatte und 1937 von dem Regisseur Jürgen von Alten verfilmt wurde (Heimweh). 1933 erschien ebenfalls im Cotta-Verlag sein zweiter Roman Stein, gib Brot –! Eine Chronik aus dem Kampf unserer Tage. Zwar ist Winke, bunter Wimpel auch schon von Elementen der NS-Ideologie durchzogen, doch in Stein, gib Brot –! überwiegt „nun eindeutig die kämpferisch-nationalsozialistische Ausrichtung“.
Mit dem Bestseller Parteigenosse Schmiedecke. Ein Zeitroman (1934), erschienen im Berliner Zeitgeschichte-Verlag, gelang Karrasch dann der endgültige literarische Durchbruch: Allein im ersten Jahr wurden 60.000 Exemplare verkauft, womit das Werk 1934 an zweiter Stelle der meistgekauften Bücher des Jahres stand. Zudem erhielt Karrasch für diesen Roman zusammen mit Heinrich Anacker den Dietrich-Eckart-Preis in Höhe von 5.000 RM. Trotz der Kontroverse um den ideologischen Gehalt des Werkes – die Kritik bezog sich vor allem auf eine angebliche kommunistische Tendenz des Textes – wurde der Roman überwiegend positiv rezensiert. Mit dem als Propagandatext anzusehenden Parteigenosse Schmiedecke liefert Karrasch eine „erstaunlich genaue Übersetzung der faschistischen Ideologie ins Literarische. Karrasch hat die soziale Demagogie des Hitlerismus mit einem Radikalismus ohnegleichen in die Belletristik verpflanzt.“
Als Dramatiker hatte Karrasch mit seinen Hörspielen großen Erfolg.

Ab 1935 widmete er sich zunehmend der Unterhaltungsliteratur. Der humorvolle Eheroman Herr Hans Kramer – zuhause! (1937) war mit seiner Schilderung des Alltags einer Berliner Familie gleichzeitig als Identifikationsroman gedacht. Segmente der NS-Ideologie treten hier unterschwellig hervor, wenn auf das kämpferische Mit- bzw. Gegeneinander in der Familie und den Wert der Gemeinschaft hingewiesen wird:
„Es gibt überhaupt kein Glück, keine Zufriedenheit, wenn das nicht aus dem Wir kommt, aus dem Wunder des Wir, der Gemeinschaft, des Ich für – den anderen!“
Seinen Roman Die Sternengeige (1938) verfilmte Georg Wilhelm Pabst zwischen 1944 und 1945 als einen Kriminalfilm unter dem Titel Der Fall Molander. Bei der Eroberung Prags durch die Rote Armee war der Schnitt dieses Films noch nicht beendet; der Verbleib des Filmmaterials ist unbekannt.
Ende 1938 erschien ebenfalls im Berliner Zeitgeschichte-Verlag die Familiensaga Die Undes – Aufstieg und Verfall einer ostpreußischen Sippe – ein Werk, das „gänzlich rassistisch, antisemitisch und sozialdarwinistisch ausgerichtet ist“. Die überaus positive Resonanz auf dieses Buch half Karrasch, seine Position als angesehener Autor im „Dritten Reich“ zu festigen. Seine schriftstellerischen Erfolge ermöglichten ihm einen gehobenen Lebensstil. So soll er von 1940 bis zu seiner Flucht Anfang 1945 eine Villa im ostpreußischen Erholungsort Rauschen bewohnt haben.
Zur propagandistischen Weihnachtsringsendung 1940 des Großdeutschen Rundfunks verfasste er einen Bericht zum Sendeablauf.
Ab Ende März 1946 lebten Karrasch und seine Frau im bayrischen Mittenwald. Im Zuge des 1946 eingeleiteten Entnazifizierungsverfahrens gegen Karrasch ordnete dieser sich selbst der Gruppe der „Entlasteten“ zu und gab an, „ab 1933 bis Ende bedingungslose[n] Einsatz und […] Hilfe für N.S.D.A.P. Verfolgte, Bedrohte u. ungerecht Behandelte“ geleistet zu haben. Die Spruchkammer stufte ihn als „Mitläufer“ ein und verhängte eine Geldstrafe von 500 RM.
1952 veröffentlichte Karrasch im Verlag Zimmer & Herzog den Roman Danse Macabre, der autobiografische Züge enthält. Besonderen Erfolg nach dem Ende des „Dritten Reiches“ hatte er mit Appassionata – Ein Lebensroman Beethovens (1958) und seinem letzten Roman Nobel – Lebensroman eines Erfinders (1963). Beide Werke brachte er unter dem Pseudonym Alfred Amenda heraus.

## Sonstiges
Alle zwischen 1933 und 1945 veröffentlichten Romane des Schriftstellers – bis auf Herr Hans Kramer – zuhause! und Die Sternengeige – wurden in der Sowjetischen Besatzungszone auf die Liste der auszusondernden Literatur gesetzt.
In seinem im Herbst 2023 erschienenen Roman Lichtspiel thematisiert Daniel Kehlmann Karrasch und seine Bücher und lässt ihn auch als Person auftreten. Er zeichnet ihn in jeder Hinsicht negativ, charakterlich, bezüglich seiner politischen Einstellung und auch was die Qualität seiner Schriften betrifft.

## Schriften
- Das Sternenlied: Eine Funkballade um den Geigenmacher Jakob Stainer. um 1925.
- Parteigenosse Schmiedecke: Ein Zeitroman. 1934.
- Winke, bunter Wimpel! Eine Fischergeschichte von der Kurischen Nehrung. 1933.[23]
- Stein, gib Brot –! Eine Chronik aus dem Kampf unserer Tage. 1933.[24]
- Herr Hans Kramer – zuhause! Ein Eheroman. 1937.
- Die Undes: Verfall und Aufstieg einer ostpreußischen Sippe. 1938.
- Die Sternengeige. Roman, 1938.
- Chronik der Reichshauptstadt. Gemeinsam mit Max Arendt, 1940.
- Kopernikus. 1944
- Danse Macabre. Roman. Zimmer & Herzog, Berchtesgaden 1952.
- Madonna und Dämon. Roman. Kraus, München 1954.
- Kleine Nachtmusik in Mittenwald. Eine verliebte Geschichte, Bourg, Düsseldorf 1954.
- als Alfred Amenda: Appassionata. Ein Lebensroman Beethovens. 1958.[25]
- als Alfred Amenda: Nobel: Lebensroman eines Erfinders. 1963.